# دیفنباخ
دیفنباخ (به آلمانی: Diefenbach) یک شهر در آلمان است که در برنکاستل-ویتلیش واقع شده‌است. دیفنباخ ۷۱ نفر جمعیت دارد.